# Рудаков, Павел Васильевич (артист)
Павел Васильевич Рудаков (23 июня [6] июля 1915, Тула, Российская империя — 16 января 1993, Санкт-Петербург, Россия) — советский и российский музыкант (игрок на концертине), артист эстрады, куплетист и киноактёр. Участник эстрадного дуэта «Рудаков и Нечаев», который был популярен в 1950-е годы. Как актёр снялся в нескольких фильмах и в ранних новогодних «Голубых огоньках». Заслуженный артист РСФСР (1961), Народный артист Российской Федерации (1992).  

## Биография

### Ранние годы
В юности работал на Тульском оружейном заводе, участвовал в рабочей самодеятельности. В 1930-е годы некоторое время был ковёрным в Тульском цирке в паре с Николаем Антоновым (сценические псевдонимы Руд и Ант), затем был конферансье в Крымской филармонии. Принимал участие в Великой Отечественной войне. В архиве помечен как без вести _.08.1942. На фронте командовал батареей, сапёрами, участвовал в самодеятельности.

### Дуэт «Рудаков и Нечаев»
После войны был переведён в действующую армию на Дальний Восток, где встретился с другим офицером-красноармейцем Вениамином Нечаевым, с которым они стали партнёрами по выступлениям в самодеятельности хабаровского Дома офицеров. После демобилизации дуэт три года работал в Дальневосточной филармонии, где они играли сценки и исполняли сатирические куплеты, которые и стали их основным жанром.
В 1948 году они образовали эстрадный дуэт и дали свой первый концерт в Ленинграде. Артисты аккомпанировали сами себе; слова для них писали Константинов, Рацер, Грей, Мерлин на злободневные темы (утром в газете — вечером в куплете), что обуславливало популярность дуэта, ставшую одной из примет времён «хрущёвской оттепели». Никита Хрущёв с симпатией относился к дуэту Нечаева и Рудакова; артистов даже приглашали на важные совещания по вопросам культуры.
В 1962 году знаменитый дуэт распался. По одной из версий, причиной распада была песня «Мишка». Впоследствии он воссоединился специально для съёмок в фильме «Москва слезам не верит» — режиссёр картины Владимир Меньшов пригласил артистов принять участие в фильме специально для того, чтобы воссоздать в нём атмосферу 1950-х годов. Другой раз дуэт воссоединился для фильма «Я возвращаю Ваш портрет».

### Дальнейшие годы и смерть
После 1962 года Рудаков продолжал выступать на эстраде с куплетами вместе с Борисом Бариновым (по 1963 год) и Станиславом Лавровым, а в 1988 году выступил вместе с Геннадием Заволокиным, исполнив куплеты на перестроечную тему. В 1991 году дал интервью на передачу Сергея Кондратьева «Смех сквозь годы». Передавал свой опыт молодым артистам, был наставником и учителем куплетистов Николая Бандурина и Михаила Вашукова. Незадолго до смерти получил почётное звание народного артиста Российской Федерации.
Скончался 16 января 1993 года в Санкт-Петербурге. Похоронен на Волковском православном кладбище. 
Его концертина находится в Тульском музее гармони.
Жил на Кузнецовсая улице.

## Дискография
2005 - cr-d "С Пал Василичем вдвоем..." 

## Фильмография
- 1956 — Дорога правды[6] — милиционер
- 1958 — Улица полна неожиданностей[7] — муж-пьянчуга в отделении милиции
- 1959 — Не имей 100 рублей…[8] — Василий Васильевич Гуляев, многодетный отец, шофёр-любитель
- 1968 — Удар! Ещё удар![9] — болельщик
- 1980 — Москва слезам не верит[10] — камео
- 1983 — Я возвращаю Ваш портрет  (телевизионный фильм-концерт) — камео
- 1990 — Бумажные глаза Пришвина[11] — Лев Шутов
- 1992 — Куплеты и юмор выпуск 2 — исполнитель, участник концерта, воспоминаний. [12]